# Élections législatives jordaniennes de 2024
Les élections législatives jordaniennes de 2024 ont lieu le 10 septembre 2024 afin d'élire les 138 députés de la Chambre des représentants de Jordanie.
Le scrutin a lieu dans le contexte de réformes récentes visant à permettre une plus grande représentativité de la Chambre, au profit des partis politiques.

## Contexte

### Élections de 2020
Organisées dans le contexte de la première vague jordanienne de la pandémie de Covid-19 sans que des dispositions aient été prises pour voter autrement qu'en présentiel, les élections législatives de novembre 2020 subissent un boycott de la population. Le taux de participation s'établit ainsi à un peu moins de 30 %, tandis qu'un confinement de la population est mis en place immédiatement après le scrutin,.
Si les élections conduisent à un important renouvellement des élus, avec une très grande majorité de nouveaux députés, la Chambre demeure « dominée par des hommes d'affaires et des représentants de puissantes tribus ». Le gouvernement continuant à exercer un contrôle très strict des partis politiques, la chambre est à nouveau composée d'une quasi totalité d'élus indépendants, tandis que le principal parti d'opposition, le Front islamique d'action — issu des Frères musulmans — subit un net recul.

### Réforme de 2022

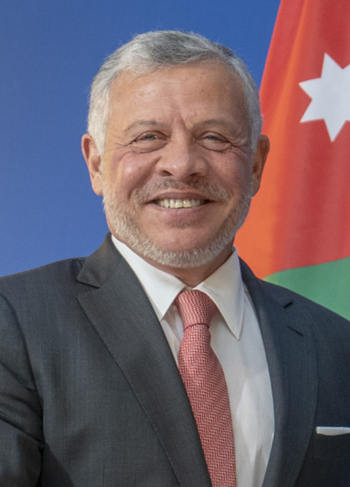
Abdallah II

Les années qui suivent sont marquées par des réformes démocratiques menées par le roi Abdallah II et son Premier ministre, Bisher Al-Khasawneh. Les réformes interviennent dans un contexte de forte colère sociale chez une population inquiète de la montée du chômage, du coût de la vie, de la corruption et du manque de représentation démocratique,. Ces tensions aboutissent à l'arrestations d'une vingtaine de personnes début avril 2021, dans ce qui est qualifié par le gouvernement de tentative avortée de coup d’État. Parmi les personnes arrêtées figurent l'ancien prince héritier et demi-frère du roi, Hamzah ben al-Hussein — écarté en 2004 au profit du fils du roi — ainsi que des chefs tribaux, des hommes politiques et des responsables de l'appareil sécuritaire. Ces derniers sont suspectés d'avoir obtenu le soutien direct ou tacite de l'Arabie saoudite. La crise est prise très au sérieux par le roi, qui la qualifie de « la plus douloureuse de ses 22 années de gouvernement », et voit mise à mal l'image de stabilité dont bénéficie alors son pays au sein d'un Proche-Orient toujours marqué par la guerre civile syrienne, le conflit israélo-palestinien et la crise au Liban,.
En réponse, le pouvoir procède à des réformes démocratiques. Assigné à résidence, le Prince Hamzah obtient rapidement une grâce royale de la part d'Abdallah. Les deux hommes se montrent ainsi ensemble en public à l’occasion de la célébration du centenaire du royaume, leur dépôt d'une gerbe sur la tombe de leur père Hussein Ier étant perçue comme une volonté d'afficher leur réconciliation. Lors de son discours, le roi insiste sur le caractère « sûr et stable » de la Jordanie, la révolte ayant « pris fin », puis annonce dans la foulée une réforme constitutionnelle visant à démocratiser le pays. Abdallah nomme quelques jours après le coup avorté un « Comité royal pour la modernisation du système politique », l'opposition appelant de longue date à des réformes sous ce terme de « modernisation ». Présidé par l'ancien Premier ministre Samir Rifaï, qui bénéficie d'un consensus favorable au sein de la classe politique, le Comité aboutit au vote de nouvelles lois encadrant les partis politiques et les élections, auxquelles le gouvernement ajoute plusieurs amendements à la Constitution de 1952.
Les réformes affaiblissent légèrement les pouvoirs du roi, en créant notamment un Conseil de sécurité national compétent dans les domaines relatifs à la défense et la sécurité, aux affaires étrangères et au budget. Composé du Premier ministre, du chef des Armées, des directeurs des Forces de sécurité, des ministres de l’Intérieur et des Affaires étrangères et de deux membres désignés par le roi, ce Conseil est remarqué pour le choix de ne pas en attribuer la présidence au monarque, jusque là omniprésent dans toutes les institutions du pays. Si l'affaiblissement des pouvoirs du roi demeurent relatifs — le Conseil ne pouvant être convoqué que par lui —, la « modernisation » de 2022 amorce ouvertement un passage à une monarchie réellement constitutionnelle avec un Premier ministre responsable devant le parlement, une promesse de longue date du pouvoir réitérée par Bisher Al-Khasawneh. La réforme demeure néanmoins controversée, le Conseil étant suspecté de former à terme un pouvoir parallèle au gouvernement issu des urnes, permettant à la classe politique liée au roi de se maintenir aux commandes du pays. En matière électorale, ces réformes prévoient le passage progressif à un système de partis avec des députés élus au scrutin proportionnel plurinominal dans une unique circonscription nationale, avec des mesures favorisant l'obtention de sièges par des femmes et des jeunes. Les élections de 2024 correspondent ainsi au premier palier de la mise en place incrémentale de cette réforme, 70 % des députés étant toujours élus dans les districts, et le reste à la proportionnelle intégrale,. La part de cette dernière doit représenter 50 % aux prochaines élections, puis 65 % et 100 % aux suivantes.
Convoquées le 24 avril, les élections de 2024 revêtent ainsi une importance considérable pour le pays, celles ci devant conduire à l’établissement de réels partis politiques indépendants, ainsi qu'à la formation d'un gouvernement devant faire face aux importants défis économiques du pays. Les électeurs devraient ainsi être en mesure de choisir parmi les candidats sur la base de leur programme en matière de questions économiques, sociales, de santé et d'éducation,.

## Système électoral
La Chambre des représentants est la chambre basse de l'Assemblée nationale, le parlement bicaméral  de la Jordanie. Elle est dotée de 138 sièges pourvus pour quatre ans au scrutin proportionnel plurinominal selon un système parallèle. L'âge minimum pour présenter sa candidature est pour la première fois abaissé de 30 à 25 ans.
Sur le total de 138 sièges, 97 sont pourvus au scrutin proportionnel plurinominal dans 18 circonscriptions de trois à sept sièges, avec liste ouverte et vote préférentiel, couplés à un seuil électoral de 7 % du total des suffrages exprimés. Un siège est réservé dans chaque circonscription à un membre des minorités chrétienne, tchétchène ou circasienne. Le seuil s'applique indépendamment dans chacune des circonscriptions. Si un minimum de deux listes n'atteint pas le seuil de 7 % dans une circonscription de deux sièges — hors siège réservé —, celui ci est abaissé d'un pour cent autant de fois que nécessaire pour que ce nombre de listes minimum soit atteint. Dans les circonscriptions de plus de deux sièges hors sièges réservés, le nombre de liste minimum est de trois. Les électeurs votent pour une liste, et ont la possibilité d'effectuer un vote préférentiel pour l'un des candidats de celle-ci. Après dépouillement des voix, les sièges sont répartis entre les listes de chaque circonscription à la proportionnelle selon la méthode du plus fort reste. Leurs candidats ayant recueilli le plus de votes préférentiels en leur nom se voient ensuite attribuer les sièges en priorité. De même, dans chaque circonscription, le candidat s'étant préalablement enregistré comme membre d'une des minorités et ayant reçu le plus de voix l'emporte.
Les 41 sièges restants sont quant à eux pourvus dans une unique circonscription nationale avec listes fermées et seuil électoral de 2,5 %. Chaque électeur dispose ainsi d'une voix pour les listes des circonscriptions précédentes, et une autre pour les listes de la circonscription nationale. Deux sièges sont réservés à la minorité chrétienne et un à celles tchétchène et circasienne. Les listes doivent obligatoirement comporter au moins un tiers de femmes, répartis au minimum tout les deux candidats masculins, ainsi qu'au moins un candidat de moins de 35 ans parmi leurs cinq premiers candidats. La répartition est également faite selon la méthode du plus fort reste, avec un abaissement du seuil de 0,5 % en 0,5 % si moins de trois listes le franchisse, jusqu'à ce que ce nombre de liste soit franchis.

## Résultats
| Partis                    | Partis                        | Circonscription nationale | Circonscription nationale | Circonscription nationale | Circonscriptions | Circonscriptions | Circonscriptions | Total | +/- |  |
| Partis                    | Partis                        | Voix                      | %                         | Sièges                    | Voix             | %                | Sièges           | Total | +/- |  |
| ------------------------- | ----------------------------- | ------------------------- | ------------------------- | ------------------------- | ---------------- | ---------------- | ---------------- | ----- | --- |  |
|                           | Front islamique d'action      |                           |                           |                           |                  |                  |                  |       |     |  |
|                           | Parti islamique du centre     |                           |                           |                           |                  |                  |                  |       |     |  |
|                           | Parti du front uni jordanien  |                           |                           |                           |                  |                  |                  |       |     |  |
|                           | Parti de la loyauté nationale |                           |                           |                           |                  |                  |                  |       |     |  |
|                           | Autres partis                 |                           |                           |                           |                  |                  |                  |       |     |  |
|                           |                               |                           |                           |                           |                  |                  |                  |       |     |  |
| Votes valides             |                               |                           |                           |                           |                  |                  |                  |       |     |  |
| Votes blancs et invalides |                               |                           |                           |                           |                  |                  |                  |       |     |  |
| Total                     | Total                         |                           | 100                       | 97                        |                  | 100              | 41               | 138   | 8   |  |
| Abstentions               |                               |                           |                           |                           |                  |                  |                  |       |     |  |
| Inscrits / participation  | Inscrits / participation      | 5 115 219                 |                           | 5 115 219                 |                  |                  |                  |       |     |  |

## Analyse
Le Front islamique d'action, affilié aux Frères musulmans, obtient 31 des 138 sièges de la Chambre des représentants. Il s'agit de leur meilleur score depuis les élections de 1989. Selon Murad Al-Adaila, à la tête de la branche jordanienne des Frères musulmans, les élections sont le reflet d'une volonté de changement et que cette victoire soutient le Hamas et la demande d'abroger le traité de paix israélo-jordanien. Lors de l'annonce officielle des résultats, Musa Habes Almaaytah (en), président du Conseil des commissaires de la Commission électorale indépendante, y voit le signe que la Jordanie souhaite un pluralisme politique. Ce dernier met aussi en avant que 27 femmes ont été élues, près du double des élections précédentes. La participation est de 32 %, en légère hausse par rapport à 2020 mais qui reflète, selon Neil Quilliam, expert en politique du Moyen Orient au sein de Chatham House, la perte de confiance des électeurs envers le système politique.